# Reciari

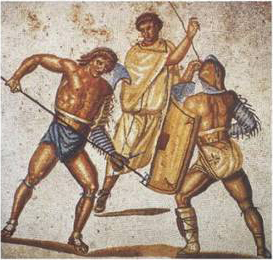
Un reciari clava el seu trident a un secutor en un mosaic trobat a la vil·la de Nennig, Alemanya (aprox. segles II-III dC).

Reciari (Retiarii) era el nom d'un tipus de gladiador armat amb una llança trident (tridens o fuscina) i una xarxa, amb la qual havia d'agafar el seu rival, a qui rematava amb el trident. Els reciaris no portaven res al cap i anaven vestits amb una túnica curta. Portaven protecció al braç dret i una peça anomenada galerus.
Si tiraven la xarxa i no l'encertaven, fugien i preparaven un segon intent mentre el seu adversari el seguia per l'arena per matar-lo abans. L'adversari més comú del reciari eren els secutors o el mirmil·lons.

## Història

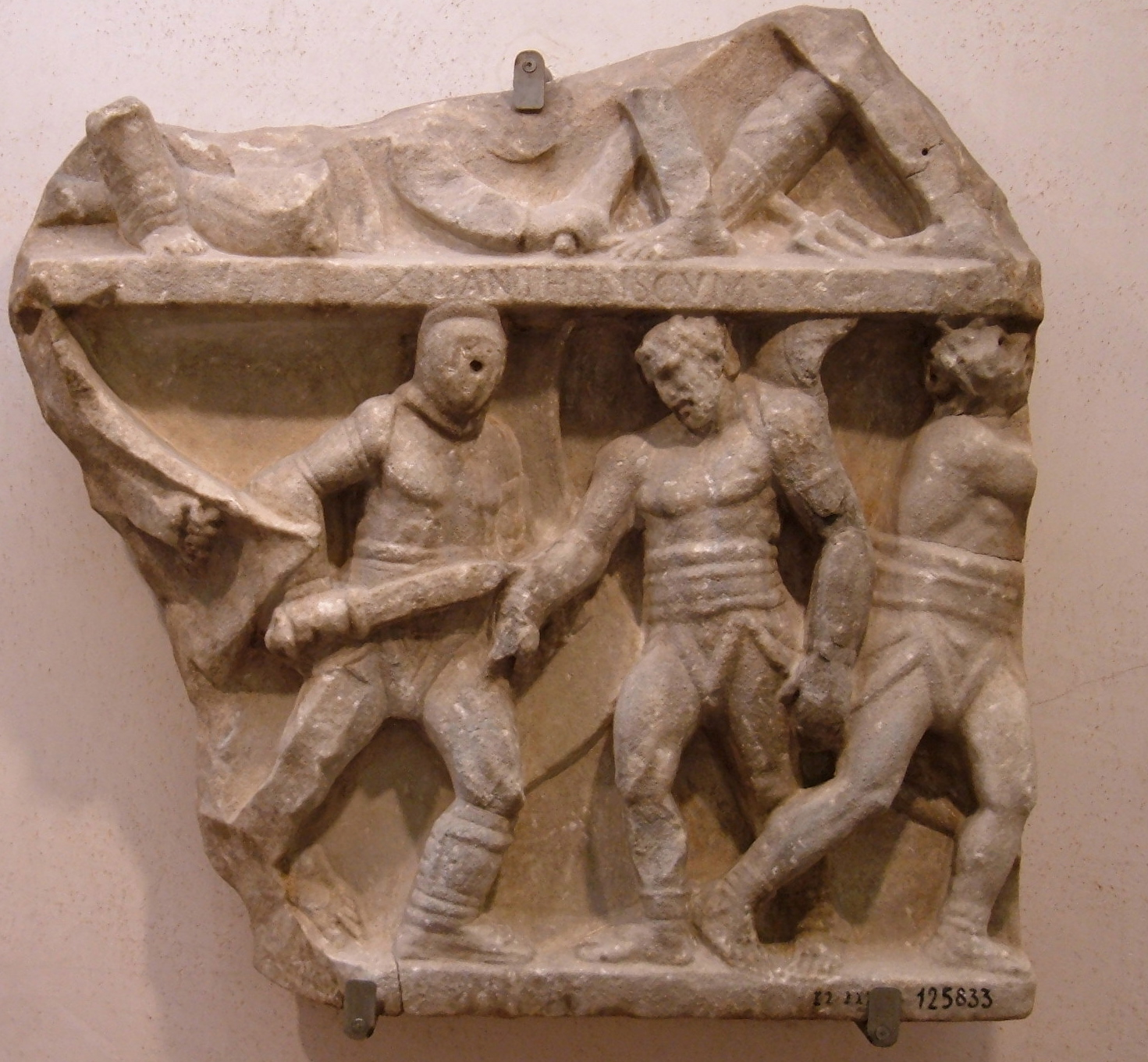
Relleu mostrant un combat entre un secutor i un reciari

En el període imperial, els combats entre gladiadors amb diferent equipament van començar a popularitzar-se i el combat entre el reciari i el secutor es va convertir en un conflicte anàleg al del pescador amb la seva pesca. Ja anteriorment els mirmil·lons havien portat la figura d'un peix sobre el seu casc; els secutores, amb la seva armadura d'escames, van ser una evolució d'aquells. D'altra banda, donades les importants diferències entre les armes i armadures d'aquests dos tipus de gladiadors, l'aparellament portava a l'extrem la pràctica d'enfrontar a gladiadors amb equipament diferent.
L'art i la literatura romana no fan cap menció del reciari fins a començaments del període imperial. Per exemple, aquest tipus de gladiador no apareix en els relleus amb motius de gladiadors trobats a Pompeia i en Chieti, que daten del segle i, encara que sí que apareixen testimonis de la seva existència en el grafit i en els diversos artefactes d'aquesta època trobats en les ruïnes de Pompeia. És possible que els combats entre reciaris i secutores comencessin a fer-se populars a mitjan segle i, i el gladiador armat amb una xarxa es convertiria en una de les categories estàndard de gladiadors en els segles subsegüents, per a romandre com a atracció habitual d'aquest tipus de jocs fins a la seva desaparició.
Quant a la seva simbologia, a més del conflicte de l'home contra la naturalesa, el reciari representava l'aigua que s'enfrontava al foc del secutor. El primer en constant moviment, i el segon estàtic, sense possibilitat de fugir. El reciari i el seu armament lleuger suposaven una forma efeminada davant les pesades armes del secutor. Un altre tipus de gladiador, el laqueator, era molt similar al reciari, però lluitava amb un llaç escorredor en lloc d'una xarxa.

## Funció social
Els gladiadors en l'antiga Roma podien classificar-se segons el tipus d'armament que portessin, seguint el model de soldats reals. Gairebé totes les categories tenien antecedents militars, però el reciari (el lluitador de la xarxa) que seguia una temàtica associada al mar, era una excepció a aquesta norma. Molt poques batalles de gladiadors se situaven en un entorn aquàtic, encara que pot ser que aquestes haguessin fet néixer el concepte d'un gladiador basat en el col·lectiu dels pescadors.
Com més pell del gladiador quedava al descobert, desproveïda d'armadura, més baix era el seu estatus i més efeminat era percebut pel públic. Això s'agreujava en el cas del reciari perquè la xarxa en si mateixa era considerada un símbol femení, cosa que unida a la lleugeresa de la seva armadura i el seu armament, el situava en el nivell més baix, desgraciat i efeminat dels gladiadors. Els cascos servien, a més, d'armadures, perquè tant els gladiadors com el públic deshumanitzessin els lluitadors, la qual cosa facilitava als primers d'enfrontar-se en la sorra en duels a mort contra persones amb qui vivien i s'entrenaven cada dia. No obstant això, el reciari podia no portar cap protecció al cap, i lluitar amb la cara a la vista de tothom. Per si no n'hi hagués prou, l'estil de lluita del reciari era un altre punt en contra. El reciari, segons el ja exposat, havia d'emprar tàctiques de velocitat i agilitat evasiva, indignes als ulls dels espectadors, que consideraven més noble un intercanvi directe de cops. L'emperador Claudi, per exemple, condemnava a mort a tots els reciaris que perdien en combat, per acontentar els espectadors amb les expressions d'agonia dels desgraciats. Com a resultat de la seva jerarquia, els reciaris vivien en els barracons de pitjor qualitat. Alguns d'ells entrenaven com gladiadors samnites, un altre tipus de gladiador, per millorar així el seu estatus.
Hi ha proves que els reciaris que portaven túniques, coneguts com la retiarii tunicati, constituïen una classe inferior dins del grup dels reciaris, i estaven en una situació pitjor encara que la dels seus col·legues portadors de vestidures de fil. El poeta satíric Juvenal va escriure sobre aquest tema el següent:
| «         | Per tant, l'establiment del lanista està millor ordenat que el vostre, ja que ell separa el vil del decent, i separa fins i tot dels seus companys retiarii als portadors de la infame túnica, a l'escola d'entrenament, i fins i tot en les celdes, aquestes criatures quedaven a part (...) | » |
| — Juvenal | |   |

El text suggereix que els reciaris que portaven túniques eren entrenats per exercir una funció diferent en els jocs. Se'ls entrenava amb una estricta disciplina i fins i tot amb certes restriccions. És més, Sèneca esmenta en la seva obra Quaestiones naturalis l'existència de certs homes efeminats que eren entrenats com gladiadors i que podrien correspondre amb els retiarii tunicati de què parla Juvenal. Suetoni, d'altra banda, ens ofereix una anècdota:
| «         | Una vegada una banda de cinc reciaris amb túniques es van enfrontar al mateix nombre de secutores, i van ser derrotats sense lluita, però quan la seva mort va ser ordenada, un d'ells va agafar el seu trident i va matar a tots els vencedors. (...) Cal·lígula va proclamar davant el públic que havia estat el més cruel assassinat, i va expressar el seu horror davant els que ho havien presenciat. | » |
| — Suetoni | |   |

Es desconeix el destí del reciari de què parla Suetoni, però el relat crida l'atenció en el fet que no es tractava d'una competició habitual, ja que els gladiadors reals no es rendien fàcilment. Per contra, és possible que els homes amb túniques haguessin representat algun tipus de número còmic inserit en el programa normal de combats entre gladiadors.
La segona sàtira de Juvenal, en què fa una crítica de la immoralitat que percebia en la societat romana, introdueix un membre de la família Grac al qual es descriu com homosexual i casat (realment diu "casada" en femení) amb un trompetista. Grac apareix més tard en la sorra:
| «         | Més gran encara és el portent quan Grac, enfundat en una túnica, va jugar amb el gladiador i va fugir, amb el trident a la mà, a través de la sorra. Grac, un home de millor bressol que els Capitolini, o els Marcelli, o que els descendents de Catul o Paul·le, o dels Fabi: més noble que tots els espectadors en el podi; sense excepció de qui va donar l'espectacle, a qui va ser llançada la xarxa. | » |
| — Juvenal | |   |

Grac torna a aparèixer en la vuitena sàtira de Juvenal com el pitjor exemple dels nobles romans que s'havien desgraciat a si mateixos per la seva aparició en espectacles públics i entreteniments populars:
| «         | Per coronar tot aquest escàndol, què queda llevat l'amfiteatre? I en aquesta desgràcia de la ciutat pots tenir també que Grac no lluita equipat com un mirmil·ló, amb escut i espasa (doncs ell condemna, sí, condemna i odia aquest equipament). Tampoc manté la seva cara sota el casc. Mira! Esgrimeix un trident. Quan ha llançat sense èxit les seves xarxes suspeses sobre la seva mà dreta, mostra la seva cara descoberta als espectadors i, fàcilment recognoscible, fuig a través de la sorra. No podem confondre la túnica, ja que el llaç daurat sobresurt del seu coll i oneja amb el moviment de la seva capa. Per això, la desgràcia, a la qual es sotmet el secutor, sent obligat a lluitar amb Grac, és pitjor que qualsevol ferida. | » |
| — Juvenal | |   |

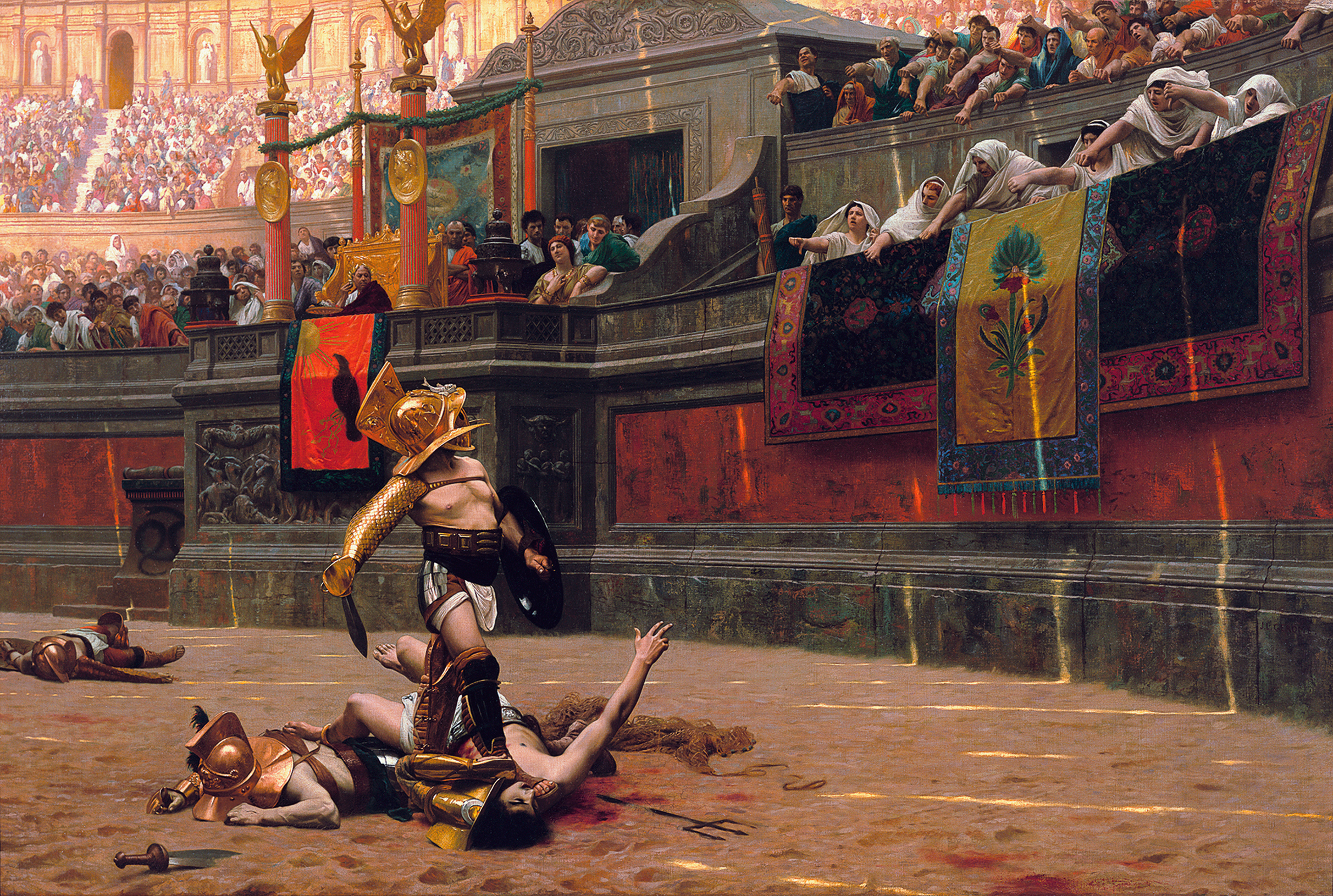
Un mirmil·ló victoriós, representat en el quadre Pollica Verso, de Jean-Léon Gérôme (1872)

El passatge és fosc, però Cerutti i Richardson argumenten que Grac comença una lluita com reciari normal. No obstant això, quan la lluita es posa en contra, rep una túnica i una perruca femenina (spira), que aparentment és part de la mateix disfressa, i que busca la clemència. El canvi de vestidures sembla convertir un combat seriós en un còmic i avergonyeix al seu oponent. No és usual veure un gladiador ser descrit així en una sàtira, ja que aquests lluitadors solen assumir el paper d'homes més brutals, masculins i amb èxit entre les dones tant de les classes altes com de les baixes (encara que sobretot entre aquestes últimes, amb poca educació i no gaire intel·ligents). Per contra, el retiarius tunicatus de la sàtira és: "una figura de gladiador de broma, de sexualitat equívoca, regularment vestit amb vestits d'algun tipus, possiblement de dona, i enfrontat a un secutor o unmurmil·lo en una paròdia de combat de gladiadors.
D'altra banda, i malgrat el seu baix estatus, els reciaris es van anar popularitzant al llarg del Principat. El fet que els espectadors poguessin observar les cares d'aquests lluitadors feia que els humanitzessin, en favor de la seva popularitat. A les ruïnes de Pompeia s'ha trobat mostres de grafit en què es fa referència a un tal Crescens o Cresco, un reciari a qui es qualifica de "senyor de les noies" i de "doctor de les noies de nit, de matí i de tota la resta". Hi ha proves que suggereixen que els homes homosexuals també intentaven relacionar-se amb els gladiadors, entre els quals els reciaris eren els més sol·licitats.
En l'art romà, els reciaris apareixen amb la mateixa freqüència que els altres tipus de gladiador. Un mosaic trobat el 2007 en unes termes romanes de la Vila dei Quintili mostra un reciari anomenat Montanus i el fet que aparegui el seu nom implica que el gladiador era famós. El mosaic data de prop de l'any 130, quan la família Quintili va ordenar la construcció de la mansió. L'emperador Còmmode, que també va lluitar a la sorra com un secutor, va adquirir la casa l'any 182 i la va utilitzar com a vila en el camp. En els temps moderns, la cultura popular ha convertit el reciari en possiblement el tipus més famós de gladiador.

## Armes i armadura
El reciari és el tipus de gladiador més fàcilment identificable gràcies al seu equip: braçalets (manica), proteccions per les espatlles (galerus), la xarxa (repti), el trident (fuscina o tridens), i la daga (Pugio). Tècnicament, es podria dir que el reciari no era un "gladiador" en el sentit estricte de la paraula, ja que no lluitava amb espasa (gladius), que és el que donava al gladiador el seu nom.
Les seves armes i la seva armadura podien anar decorades. Hi ha mostres arqueològiques d'aquest fet, com una daga decorada exposada el Museu Arqueològic Nacional de Nàpols. Els arqueòlegs també han excavat tres galerus amb inscripcions en els barracons de gladiadors de Pompeia. Un té la imatge d'una àncora, un cranc i un dofí, l'altre mostra el dibuix d'un Cupido i el cap d'un Hèrcules, i en el tercer apareix el dibuix d'unes armes i la inscripció RET/SECUNDA ("retiarius de segon grau").

### Armes

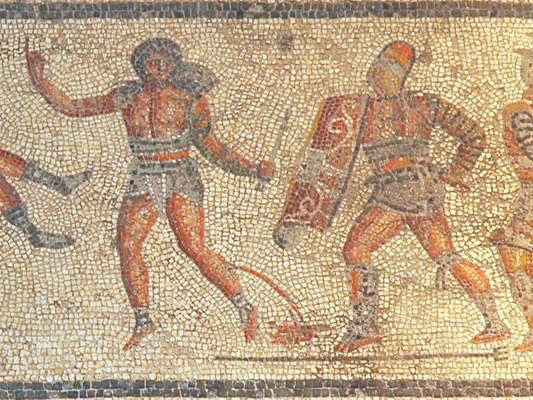
En aquesta escena d'un mosaic trobat a Zliten (Líbia), del 200 dC aproximadament, un reciari armat només amb una daga aixeca un dit per anunciar la seva rendició. El seu trident està caigut a terra, als peus del seu adversari Secutor.

Encara que la seva xarxa (rete) era l'arma més clàssica d'aquest tipus de gladiador i la que li donava el nom, hi ha molt poques representacions d'aquest tipus d'arma. És possible que el combat amb la utilització de xarxes s'hagués produït en algun moment de l'antiguitat, però els experiments moderns i les comparacions amb les xarxes modernes dissenyades per pescar només poden oferir algunes pistes de com es fabricava una xarxa de gladiador. Aquestes dades indiquen que la rete es teixia de forma circular, amb una malla d'uns 3 metres de diàmetre, i amb llasts de plom a les vores. Hi havia una corda que corria al llarg del perímetre de la malla, i els extrems es lligaven al canell del gladiador. que es tracta d'una arma llancívola, la xarxa també rebia el nom de iaculum .
El reciari complementava la seva xarxa amb un trident de ferro o bronze anomenat fuscina, fascina o també, en molt pocs casos, tridens que tenia una alçada equivalent a la d'un home. Es va trobar un crani en un cementiri de gladiadors a Efes (Turquia) que mostrava forats de penetració causats per un atac amb un trident. Les ferides estaven a uns 5 centímetres de distància i encaixen amb una mostra d'un trident de bronze trobat al port d'Efes el 1989, i les pues eren d'uns 21,6 centímetres de llarg.
L'arma final del reciari era una daga de fulla recta anomenada pugio. A més, en una làpida trobada a Romania apareix la imatge d'un reciari amb una arma de quatre pues a més del seu trident. També es va trobar a Efes un fèmur que mostrava ferides procedents d'una arma com aquesta.

### Armadura
El reciari portava una armadura mínima i, al contrari que altres tipus de gladiadors, no portava casc, grebes ni escut. Portava una Manica en el seu braç esquerre, mentre que altres gladiadors la portaven en el dret, i això li permetia un moviment més fluid a l'hora de llançar la seva xarxa amb la mà dreta. Unida a la part superior hi havia una protecció de bronze o cuir que li protegia l'espatlla i que es coneixia com a galerus o spongia. Aquesta protecció s'estenia uns 12 o 13 centímetres per sota de l'espatlla i sobresortia cap a l'exterior, permetent el moviment del cap del gladiador. Protegia la part superior del braç, el cap i la cara sempre que el reciari mantingués seu costat esquerre de cara al seu oponent. L'armadura estava dissenyada per permetre al lluitador amagar el seu cap darrere d'ella, i estava corbada per facilitar que els cops sortissin desviats de dalt a baix, i no cap als ulls. S'han trobat tres exemples d'aquest tipus d'armadura a Pompeia, i varien d'entre 30 i 35 centímetres de longitud i aproximadament la mateixa amplada. El seu pes oscil entre 1,1 i 1,2 quilograms.
Anys més tard, en l'Imperi Romà d'Orient, alguns reciaris portaven una cota de malla (Manica) en lloc del galerus. Aquesta malla cobria l'espatlla i la part superior del pit. No obstant això, a l'Imperi Romà d'Occident els estils de l'equipament van romandre bastant inalterats.

### Altre equipament
A més d'aquest equipament, els reciaris només portaven una peça de roba que cobria des de la cintura fins a les cuixes (un tipus de taparrabes anomenat subligaculum) i que se subjectava amb un cinturó ample (balteus) i uns camals, o com mostren algunes imatges, una túnica que deixava descoberta l'espatlla dreta. Altres variants incloïen cobertures per a les cames, els turmells, el cap, o algun medalló. El reciari lluitava descalç. En total, l'equipament del reciari pesava entre 7 i 8 quilograms, fent que fos el més lleuger de tots els tipus de gladiadors.

## Estil de lluita

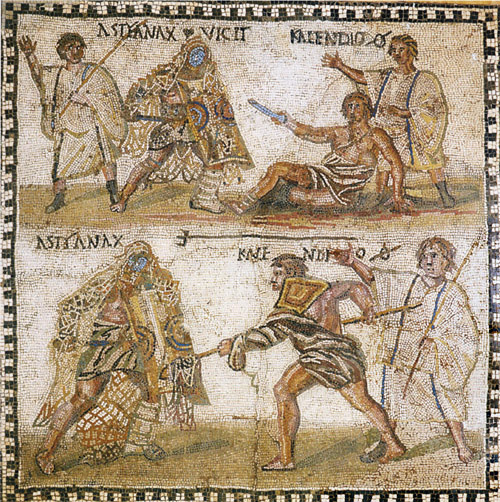
A la part inferior d'aquest mosaic del Museu Arqueològic Nacional d'Espanya, en Madrid, el reciario Kalendio captura alSecutor Astyanax amb la seva xarxa. En qualsevol cas, en la imatge superior Kalendio apareix ferit i estès a terra, mentre que eleva la seva daga en senyal de rendició.

El reciari tradicionalment es veia enfrontat a un Secutor o, en algunes ocasions més rares, a un mirmil·ló. Les recreacions històriques modernes mostren que el reciari no es trobava en desavantatge enfront del seu enemic. La seva falta d'armament pesant suposava que era capaç d'utilitzar la seva velocitat i la seva capacitat d'evasió en benefici propi. A més, també portava tres armes ofensives diferents, mentre que el seu enemic només en portava una.
El reciari havia d'evitar l'enfrontament a poca distància a qualsevol preu, mantenint-se allunyat del Secutor i esperant una obertura en la seva guàrdia per atacar amb el seu trident o llançar la seva xarxa. El terme Secutor significa "perseguidor" (el que segueix), perquè aquest tipus de gladiador es veia obligat a haver de perseguir el reciari. També eren coneguts com a contraretiarii o contrareciaris en el sentit que eren el tipus de gladiador dissenyat per contrarestar o afrontar el reciari. L'estratègia del Secutor era la de romandre darrere de la protecció que li oferia el seu escut i obligar el seu oponent al combat cos a cos, de manera que pogués atacar amb l'espasa curta. En el mà a mà, el reciari només tenia una petita protecció a l'espatlla com a defensa, i el seu disseny l'obligava a mantenir el cap cot per protegir-se darrere, mentre que el Secutor posseïa un casc que el protegia d'atacs, però que també restringia en gran manera la seva visió, la seva audició, i fins i tot dificultava la seva respiració. Les pesades armes del Secutor suposaven una càrrega d'entre 15 i 18 quilograms de pes per la qual cosa aquest tipus de lluitador tenia el desavantatge que una llarga lluita li comprometria en el fet que era més procliu a acabar exhaust de l'esforç. Per aquest motiu, una de les tàctiques del reciari era llançar estocs a l'escut del Secutor(la part més pesada del seu equipament), i forçar-lo a bloquejar per anar-lo cansant amb cada intent.
D'altra banda, la xarxa del reciari podia suposar una arma molt útil per lluitadors hàbils. L'objectiu primari d'un reciari quan utilitzava aquesta arma era capturar al seu enemic i, en aquest sentit, un atuell trobat a la ciutat alemanya de Rheinzabern ofereix una mostra de la tècnica de llançament: el reciari mantenia la xarxa doblegada en la seva mà dreta, i la llançava per sorpresa, de manera subreptícia contra el seu enemic. Mantenia el seu trident i la seva daga a la mà esquerra, amb cura de mantenir les puntes del trident cap avall, per evitar que s'enganxessin a la xarxa. Si el llançament fallava el seu objectiu, el reciari utilitzava la corda que lligava la seva nina a la xarxa per tornar a recuperar-la un cop llançada i si havia tingut èxit tirava d'ella per tancar l'enemic dins la xarxa intentant que perdés l'equilibri. Un llançament amb èxit podia fer que la batalla es decidís de cop a favor del reciari, encara que això no succeïa sempre. Per exemple, en un mosaic del Museu Arqueològic Nacional d'Espanya, a Madrid, un reciari anomenat Kalendio captura al Secutor Astyanax amb la seva xarxa. No obstant això, en una altra imatge Kalendio apareix ferit i estès a terra, mentre que eleva la seva daga en senyal de rendició. La inscripció que apareix sobre de Kalendio mostra el signe "nul" (una "o" travessada per una ratlla), que implica que els organitzadors de l'esdeveniment van ordenar la seva execució a la finalització del combat.
No obstant això, la xarxa també podia ser utilitzada amb altres intencions, com la de desarmar a l'oponent o arrencar l'escut de les mans per posar-lo en un desavantatge considerable. Un altre dels trucs del reciari podia consistir a utilitzar la xarxa com un fuet per atacar els ulls del Secutor i encegar o llançar-lo a les seves cames per fer-lo ensopegar i caure. El casc del Secutor era llis i arrodonit, per evitar que quedés enganxat a la xarxa. En qualsevol cas, gairebé sempre el Secutor estava preparat per a totes les tàctiques del reciari en l'ús de la xarxa, i tractava d'interceptar i agafar aquesta arma, possiblement al mateix temps que intentava fer-li perdre l'equilibri tirant d'aquesta. Davant aquesta situació, el reciari podia desfer-se tallant la corda que lligava la xarxa al seu canell amb la seva daga, si bé això suposava la pèrdua de la xarxa i que tingués molt poques possibilitats de recuperar-la.
Existeix certa especulació pel que fa a la freqüència amb què el reciari utilitzava la seva xarxa. Les imatges que ens han arribat d'aquest tipus de gladiador rarament li mostren utilitzant la xarxa, si bé el seu nom procedeix precisament de l'ús d'aquest tipus de giny, i Juvenal utilitza la xarxa per identificar ràpidament al reciari en les seves sàtires. No obstant això, és possible que aquesta discrepància entre unes fonts i altres procedeixi d'una llicència artística dels pintors i escultors que van realitzar les imatges que ens han arribat dels reciaris. És cert que altres gladiadors són mostrats a vegades sense les seves armes, si bé pot assumir-se que les van tenir a la seva mà en algun moment de la lluita. A més, la xarxa és una arma particularment difícil de representar. Potser l'absència de xarxes en els reciaris representats simplement serveixi per mostrar imatges de gladiadors que ja havien perdut l'arma durant la batalla. Una altra possibilitat és que alguns reciaris simplement no utilitzessin xarxes.

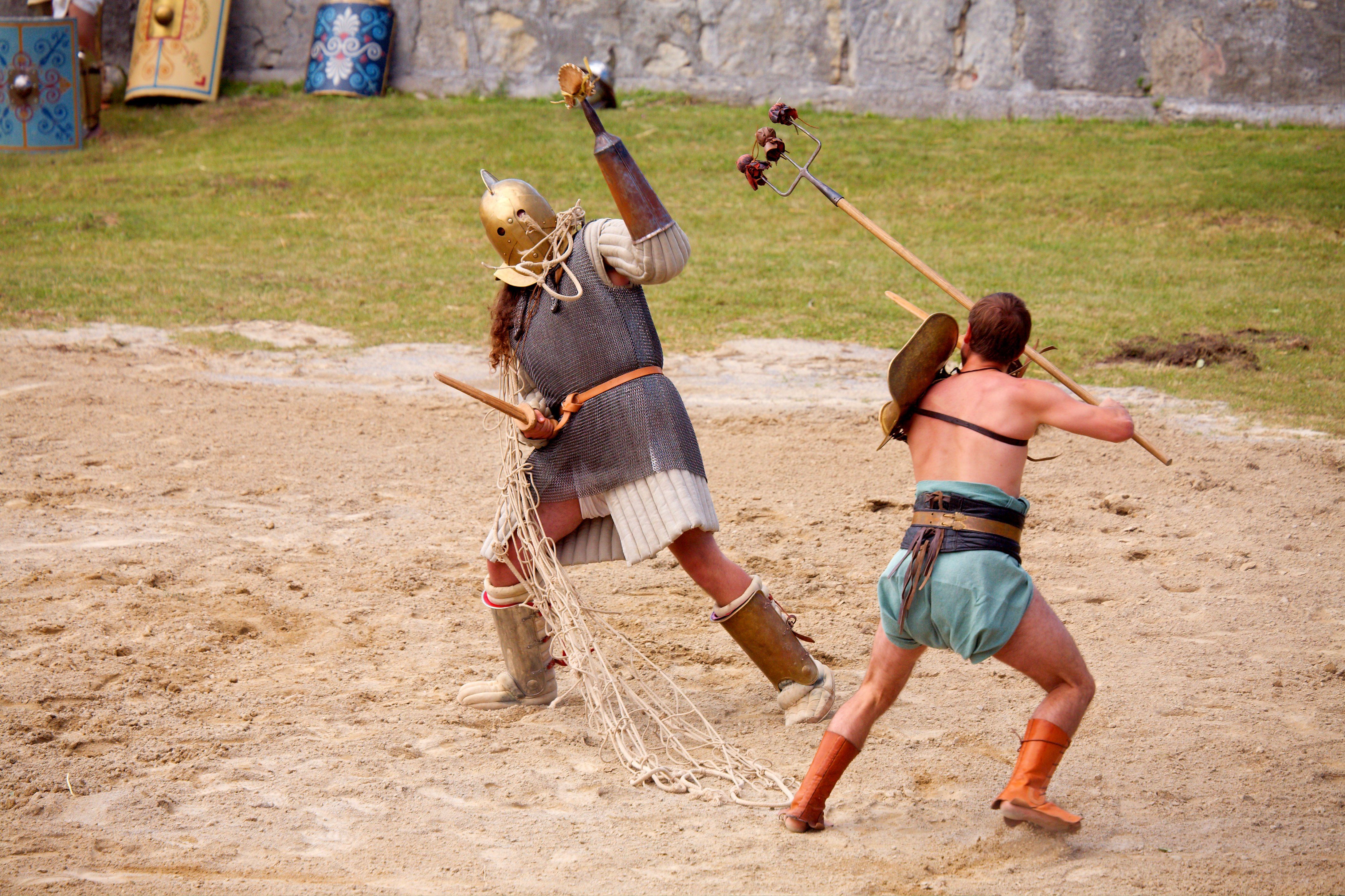
En aquesta imitació d'un combat de gladiadors a Carnunto, Àustria, el Secutor (a l'esquerra) utilitza un braç fals amb forma cònica per desfer-se de la xarxa del reciari (dreta).

En la majoria dels combats, però, el reciari probablement hauria d'acabar lluitant únicament amb el seu trident i la seva daga, la qual cosa el situava amb un cert desavantatge enfront del Secutor. En aquestes situacions, el trident era la seva arma principal, i la seva longitud el permetia mantenir allunyat al seu oponent. Mantenia l'arma agafada amb les dues mans, amb la mà esquerra més propera a les pues, de manera que pogués desviar els cops de l'enemic amb l'asta mentre que podia atacar amb ambdós extrems alhora. A més, utilitzat les dues mans el trident pot arribar a descarregar cops molt forts a l'enemic. Hi ha imatges que mostren al reciari llançant una estocada descendent, dirigida a les desprotegides cames del Secutor, o contra el casc del seu enemic, intentant travessar una de les obertures per a la visió. El trident, en si mateix, era massa feble per travessar el metall, si bé s'ha trobat una calavera a Efes, Turquia, que data entre 200 i 300 dC, i que mostra que una ferida produïda amb un trident al cap nu d'un oponent podia ser fatal. En aquest cas el casc del Secutor, que era arrodonit i sense protuberàncies per evitar ser atrapat per la xarxa o per les pues del trident, també l'obligaven a protegir-se dels cops directes mitjançant la protecció del seu escut, la qual cosa reduïa el seu camp de visió, i permetia al reciari prendre avantatge amb la seva velocitat. Si el Secutor atacava amb l'espasa, el reciari contrarestava el cop amb les pues del seu trident, i tractava de desarmar-lo. Igualment, el gladiador pesat tractava de bloquejar el trident amb el seu escut, i obligar el reciari a perdre l'arma en un d'aquests cops.
Les imatges procedents de l'Imperi Romà d'Orient mostren als Secutor portant un braç fals de forma tubular o cònic en lloc del seu escut, tal com feien els gladiadors anomenats "Scissoris". Aquest braç s'encaixava a la mà esquerra i acabava en una fulla afilada i corbada que possiblement s'utilitzava per enganxar la xarxa o el trident, o per llevar-se la xarxa de sobre. Els Secutor que aconseguien desarmar al seu oponent possiblement deixarien caure aquesta arma amb forma de garfi i lluitarien només amb l'espasa.
Finalment, el reciari mantenia la daga a la mà esquerra. El gladiador podia utilitzar-la per alliberar-se de la xarxa si, pel que fos, necessitava desfer-se'n (ja sigui perquè l'havia atrapat el Secutor o perquè s'havia enganxat amb el seu trident). Podia lluitar amb el seu trident en una mà i la seva daga en l'altra, però això eliminava l'avantatge que suposava el fet de disposar d'una arma més llarga per protegir-se davant l'enemic. La daga també servia com a últim recurs per al cas en què el reciari hagués perdut tant la xarxa com el trident. En aquest cas, atacaria amb la daga sempre que tingués l'element sorpresa i li permetés fer caure el Secutor a terra, passant en aquest cas que la baralla pogués evolucionar a un veritable combat cos a cos, possiblement amb dagues. Si el reciari rebia l'ordre de matar el seu rival, utilitzava la seva daga per enfilar o tallar la gola.
Hi ha proves que el reciari podia arribar a ser un combatent amb molt èxit. En aquest sentit, hi ha una làpida trobada a la Gàl·lia en la qual es pot llegir:
| « | Per el reciari, L. Pompeu, guanyador de nou corones, nascut a Viena, de vint anys. La seva dona va pagar aquesta làpida amb els seus propis diners pel seu meravellós matrimoni ." | » |

No obstant això, també és cert que els gladiadors solien exagerar els seus èxits, i en aquest sentit un grafit de Pompeia ens mostra un reciari anomenat Antígono, que diu haver guanyat la increïble xifra de 2.112 combats, i que s'enfronta a un tal Superbus que només havia guanyat un.
En alguns combats, el reciari s'enfrontava a dos Secutor al mateix temps. En aquest cas havia de col·locar sobre un pont o algun tipus de plataforma amb escales i tenia un munt de pedres de certa grandària que podia llançar als seus adversaris per mantenir-los allunyats. La plataforma (anomenada pons, terme llatí per a "pont") és possible que es construís sobre l'aigua. Aquest tipus de situacions eren rares, i es tractava d'una de les poques excepcions en un combat de gladiadors que constava d'un simple aparellament d'un contra un.